# Samsara (film 2011)
Samsara è un film del 2011 diretto da Ron Fricke, che si può considerare il seguito di Baraka (1992), diretto dallo stesso Fricke.

## Titolo
"Samsara" è una parola sanscrita che significa "l'infinito girare della ruota della vita" ed è il punto di partenza per i realizzatori, alla ricerca della sfuggente interconnessione che attraversa le nostre vite.

## Trama
Girato in pellicola per un periodo di quasi 5 anni in più di 100 luoghi distribuiti in 25 paesi, Samsara, film senza dialogo o testo descrittivo, ci trasporta in luoghi sacri, zone sinistrate, siti industriali e meraviglie naturali sovvertendo le nostre aspettative di un documentario tradizionale e incoraggiando le nostre interpretazioni interiori, ispirati da immagini e musica che fondono l'antico con il moderno. Le scene più rappresentative del documentario raffigurano il dipinto tibetano tradizionale che mostra la ruota della vita e i regni del Samsara.

## Location del film
Realizzato con una 65 millimetri, mostra anche New Orleans dopo Katrina, giovani e vecchi immersi nell'immondizia alla ricerca di componenti elettronici, soldati feriti in battaglia, la danza tradizionale balinese, il Mont Saint-Michel, la Reggia di Versailles, l'Arches National Park nello Utah, le cascate Epupa, in Angola, i templi della valle di Bagan, in Myanmar, la danza delle mille mani a Pechino in Cina, le pitture rituali dei guerrieri africani, il performer francese Olivier de Sagazan, i musulmani in preghiera in varie moschee nel mondo, gli ebrei in preghiera dinnanzi al Muro del Pianto, la Kaʿba a La Mecca.

### Africa
Angola
- Epupa Falls

Egitto
- Museo Egizio, Il Cairo
- Piramidi di Giza, Il Cairo
- Al-Qarāfa, Il Cairo

Etiopia
- Villaggio dei Mursi, Valle dell'Omo

Ghana
- Kane Kwei Carpentry Workshop, Accra

Mali
- Great Mosque of Djenné
- Dogon Village, Bandiagara Escarpment
- Cliff Dwellings near Terelli

Namibia
- Sossusvlei – Namib-Naukluft National Park
- Lüderitz – Kolmanskop
- Himba village, Cunene
- Skeleton Coast

### Asia
Arabia Saudita
- Al-Masjid al-Haram, Mecca

Birmania
- Bagan, Mandalay
- Monte Popa, Popa Taungkalat Monastery
- Pahtodawgyi (Mingun)

Cina
- Tagou Martial Arts School, Zhengzhou
- Shanghai
- Changchun, Jilin
- Zhangzhou, Fujian
- Pechino (Danza delle 1000 mani)

Corea del Sud
- Demilitarized zone, Panmunjom
- Hyundai Glovis, Co. Ltd Shipyards, Seoul

Emirati Arabi Uniti
- Ski Dubai
- Dubai Mall
- Burj Khalifa
- Burj Al Arab Hotel
- Palm Island Development

Filippine
- Cebu Provincial Detention and Rehabilitation Center (CPDRC Dancing Inmates), Cebu City
- Payatas Trash Dump, Quezon City
- Arms Corporation of the Philippines
- Manila

Giappone
- Lotte Kasai driving range, Chiba
- YK Tsuchiya Shokai Doll Factory, Tokyo
- Università di Osaka
- Atri, Kyoto
- Santuario di Fushimi Inari-taisha, Kyoto
- Toshimaen/Hydropolis, Tokyo
- Yoyogi Park, Tokyo
- Orient Kogyo Showroom, Tokyo
- Advanced Telecommunications Research Institute International ATR, Tokyo

Giordania
- Petra

Hong Kong
- Lan Kwai Fong Hotel

India
- Thikse Monastery, Ladakh

Indonesia
- Tri Pusaka Sakti Art Foundation
- Kawah Ijen, East Java

Israele
- Chiesa del Redentore, Gerusalemme
- Muro Occidentale, Gerusalemme

Palestina
- Cupola della Roccia, Gerusalemme
- Nablus Checkpoint, Nablus
- Betlemme

Thailandia
- Cascade Go-Go Bar, Nana Plaza, Bangkok
- Siriraj Medical Museum, Bangkok

Turchia
- Mount Nemrut National Park, Adıyaman
- Cappadocia
- Moschea Blu, Istanbul

### Europa
Danimarca
- Moesgård Museum
- Silkeborg Museum
- Mariesminde Poultry Farm
- Bøgely Svineproduktion

Francia
- Reggia di Versailles
- La Sainte-Chapelle, Parigi
- Le Mont-Saint-Michel
- Cattedrale di Notre-Dame, Parigi
- Cattedrale di Reims, Reims
- Paris Métro
- Aiguille du Midi
- Olivier de Sagazan, Parigi

Italia
- Monte Bianco
- Galleria Vittorio Emanuele II, Milano
- Teatro alla Scala, Milano
- Catacombe dei Cappuccini, Palermo
- Basilica di San Pietro, Città del Vaticano

### America
Brasile
- Divino Salvador, São Paulo
- Sé Metro Station, São Paulo
- Paraisópolis favela, São Paulo

Stati Uniti d'America
- Hunts Mesa, Monument Valley, Arizona
- Antelope Canyon, Arizona
- Kīlauea volcano, Hawaii
- Ninth Ward, New Orleans, Louisiana
- Delicate Arch, Arches National Park, Utah
- El Capitan, Yosemite National Park, California
- Mono Lake, Mono Basin, California
- Arlington National Cemetery, Virginia